# Tate County
Tate County är ett administrativt område i delstaten Mississippi, USA. År 2010 hade countyt 28 886 invånare (2010). Den administrativa huvudorten (county seat) är Senatobia. Namnet Tate County har sitt ursprung i den lokala prominenta familjen Tate. Tate County är en del av Memphis, Tennessee Metropolitan Area. 
Den amerikanske skådespelaren James Earl Jones, som gjorde rösten åt Darth Vader i Star Wars, är född i Tate County. 

## Geografi
Enligt United States Census Bureau så har Tate County en total area på 1 064 km². 1 048 km² är land och 17 km² är vatten.

## Angränsande countyn
- DeSoto County - nord
- Marshall County - öst
- Lafayette County - sydost
- Panola County - syd
- Tunica County - väst